# 三沢市立三沢病院

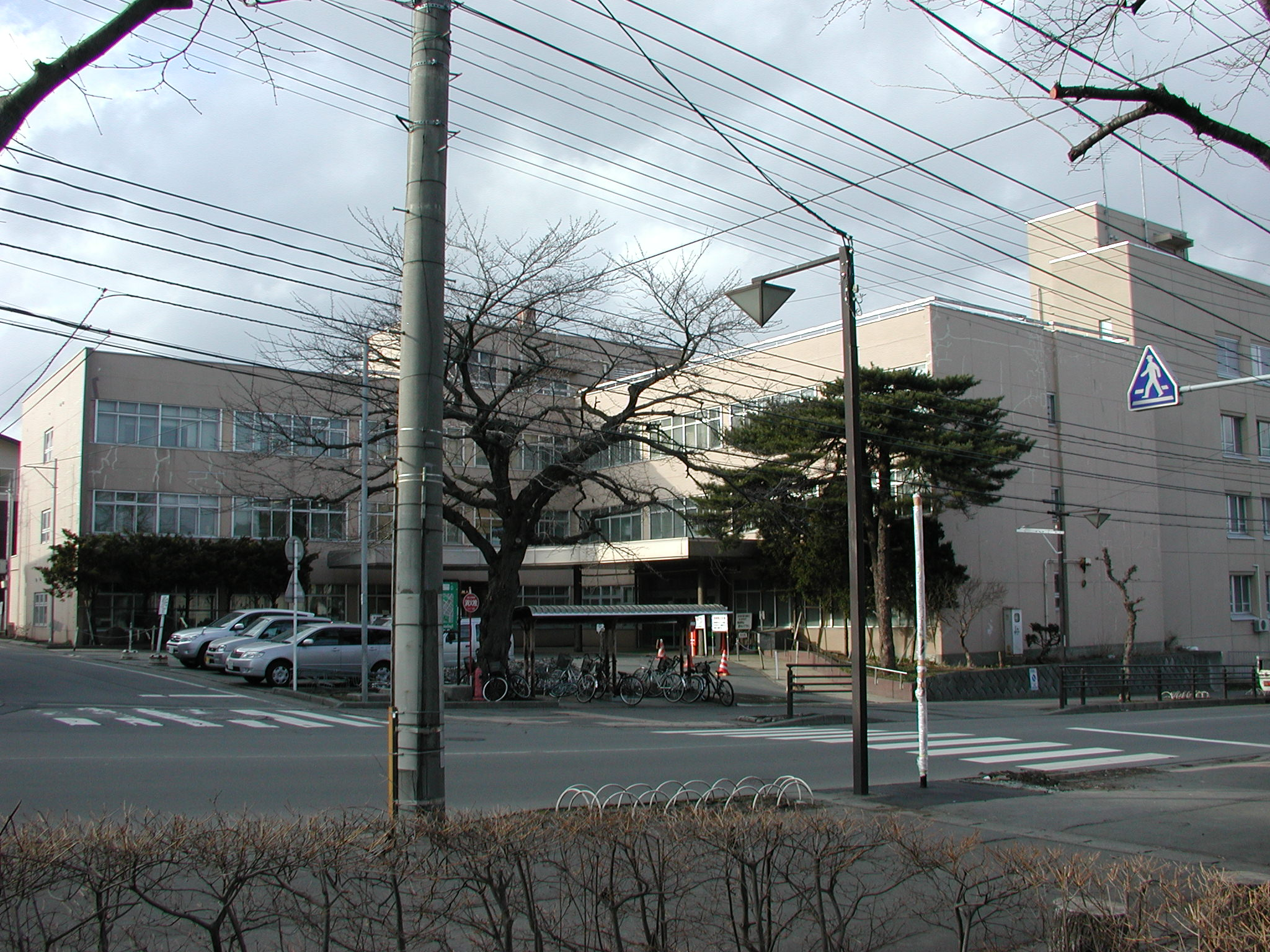
中央町にあった旧病院
（2009年3月撮影）

三沢市立三沢病院（みさわしりつみさわびょういん）は、青森県三沢市にある医療機関である。

## 概要
三沢市立三沢病院事業の設置等に関する条例（昭和41年12月28日条例第24号）により設置された。三沢市民からは「市立病院」と呼ばれている。

## 沿革
- 1958年10月　青森県厚生連から三沢市に移管され三沢市立三沢病院となる。
- 1968年12月　改築工事完成。170床。(一般110床、結核40床、伝染20床)。
- 1969年4月　救急病院の指定を受ける。
- 1971年9月　許可病床数変更 180床。（一般120床、結核40床、伝染20床）。
- 1975年1月　許可病床数変更 150床。（一般130床、伝染20床)。
- 1975年6月　許可病床数変更 240床。（一般220床、伝染20床)。
- 1980年1月　総合病院認可。
- 1985年8月　A 棟増築工事完成。B・C棟改装工事完成。
- 1986年3月　A・B棟防音工事完成。
- 1999年6月　伝染病棟を廃止。（20床）。
- 2008年3月　新病院建設に着手。
- 2010年3月　堀口地区に新病院建設工事竣工。
- 2010年11月　中央町の旧院から現在地に移転し、開院。

## 診療科
- 内科
- 小児科
- 外科
- 皮膚科
- 産婦人科
- 周産期科
- 整形外科
- 耳鼻咽喉科
- 眼科
- 脳神経外科
- 泌尿器科
- 放射線科
- リハビリテーション科
- 麻酔科
- 形成外科
- 歯科口腔外科

## 病院機能
- 保険医療指定機関
- 労災病院指定病院
- 生活保護指定病院
- 身体障害者福祉法指定医
- 結核予防法指定病院
- 労働者災害補償保険法指定医療機関
- 更生医療指定病院
- 精神保健指定医
- 養育医療指定病院
- 特定疾患治療指定医療機関
- 小児慢性特定疾患治療指定医療機関
- 母体保護法指定医
- 救急告示病院
- 病院群輪番制病院
- 臨床研修指定病院
- 救急救命士実習教育施設
- 地域がん診療連携拠点病院

## その他
- 売店
- ATMコーナー
  - 青森みちのく銀行ATM三沢市立病院
  - JAバンク（JAおいらせ本店三沢市立病院出張所）

## 交通機関
- 三沢市コミュニティバス『みーばす』（十和田観光電鉄受託）
  - 「市立病院」バス停下車